# Tektonika plošč
Tektonika plošč (grško τεκτων: tekton - 'nekdo, ki gradi in podira') je geološka teorija, ki pojasnjuje pojav premikov celin. To teorijo je sprejela večina znanstvenikov, ki delujejo na tem območju. V teoriji tektonike plošč je zunanji sloj Zemlje razdeljen na dva sloja: zunanja litosfera (skorja, ki je sestavljena iz: kisika 46,6 %, silicija 27,7 %, aluminija 8,1 % in železa 5,0 %) in notranja astenosfera (plašč, zelo segreta viskozna snov, segreta tudi do 3700 °C), predstavljata 84 % Zemljine prostornine. 
Litosfera v osnovi »plava« na astenosferi in je razbita na deset glavnih plošč. Te plošče (in tudi številne manjše) se premikajo glede ena na drugo na tri načine: konvergentno (ali destruktivno, medsebojno se rinejo), divergentno (ali konstruktivno, medsebojno se razmikajo) in transformacijsko (plošči drsita ena ob drugi). Potresi, dejavnost ognjenikov, gradnja gora in oceanskih jarkov nastane ob robovih plošč.
Tektonika plošč izhaja iz dveh, med seboj ločenih geoloških opazovanj: celinskega narivanja v začetku 20. stoletja in razširjanju morskega dna, opaženo v letu 1960. Teorija je nastala v poznih šestdesetih letih 20. stoletja in so jo sprejeli mnogi znanstveni.